# کنتور پاتا
کنتور پاتا (به اسپانیایی: Kuntur Pata) یک کوه در پرو است که در Peru, Puno Region واقع شده‌است. کنتور پاتا ۵٬۱۰۷ متر بالاتر از سطح دریا واقع شده‌است.